# Batalla de Curanilahue
La Batalla de Curanilahue (también llamada Batalla del Laja o Curanilagüe) fue un enfrentamiento militar librado el 8 de noviembre de 1661, en el contexto de la Guerra de Arauco, entre las tropas del Imperio español bajo el mando del maestre de campo Jerónimo de Molina Vasconcelos, y los mapuches del toqui Misqui. El encuentro finalizó con la victoria de las primeras.

## Antecedentes

### Esclavitud de los mapuches
En 1608, el rey Felipe III de España autorizó esclavizar a los indígenas rebeldes del llamado Reino de Chile que fueran mayores de diez años y medio en caso de los varones y de nueve años y medio en el de las mujeres. Sin embargo, la medida no desalentó la resistencia mapuche, sino que animó a soldados y encomenderos a realizar expediciones para capturar esclavos. Primero provocaban a los poblados indígenas para que reaccionaran violentamente, lo que les daba la justificación para capturar y esclavizar locales. Los mapuches respondieron realizando malones contra los fuertes y estancias de La Frontera, mientras el comercio esclavista desalentó la búsqueda de un acuerdo de paz por parte de los jefes españoles. El problema fue que la mayoría de los indios esclavizados vivía entre el río Biobío y el Maule, en contacto con sus tribus de origen y esperando alzarse.
Durante el gobierno de Martín de Mújica y Buitrón, los jesuitas lograron influenciar para que se desguarnecieran la frontera del Biobío en aras de fortalecer las misiones que se consideraban claves para pacificar la Araucanía. Contradictoriamente, Mújica siguió permitiendo ataques contra los indios rebeldes a la vez que daba protección a aquellos que aceptaban establecerse en misiones. Los jesuitas tuvieron constantes conflictos con soldados y colonos ya que impedían la captura de indios. Su sucesor, Antonio de Acuña y Cabrera, asumió el cargo gracias a la influencia jesuita, pero rápidamente los relegó para favorecer a la familia de su esposa, Juana de Salazar. Su influencia fue nefasta y su cuñado, Juan de Salazar, lideró una expedición que acabó en el desastre del río Bueno, una señal de debilidad que llevó a muchas tribus amigas o neutrales a prepararse para una rebelión.

### Rebelión de 1655
El 14 de febrero de 1655, los indios esclavos mataron a sus amos, quemaron sus casas y robaron sus ganados, mujeres y objetos de valor. Al sur del Biobío grandes concentraciones de mocetones (guerreros) asaltaron a los fuertes más pequeños, asesinado sus guarniciones, y asediaron los mejor defendidos. Pronto también cayeron los fuertes al norte del río, incluso entre los ríos Perquilauquén y Maule, y Chillán tuvo que abandonarse. Juan de Salazar, que estaba en Mariquina al mando de una expedición para vengar su derrota, abandonó al grueso de su ejército y huyó por mar a la ciudad de Concepción. El gobernador Acuña huyó del fuerte de Buena Esperanza a la misma ciudad y su otro cuñado, José de Salazar, que mandaba en el fuerte Nacimiento ordenó evacuar por los ríos a Buena Esperanza, pero sus barcos encallaron y los jinetes mapuches que les seguían desde la orilla les atacaron, matando a 240 españoles. Después de estos desastres, los vecinos de Concepción se alzaron y depusieron a Acuña el 20 de febrero de 1656, forzando que se nombrara como reemplazo a Pedro Porter Casanate el 23 de mayo, quien anteriormente había vencido en Conuco a los indios rebeldes el 20 de enero. Luego, envió al maestre de campo Francisco Núñez de Pineda y Bascuñán a romper el asedio del fuerte de Boroa, lo que se consiguió.
La calma parecía restablecida cuando surgió el carismático e inteligente mestizo Alejo como nuevo toqui (cacique) mapuche. Negándose a dar batalla en campo abierto a los mejor armados y entrenados españoles, optó por emboscar a las columnas cuando estaban aisladas, como en Molino del Ciego y Los Perales, aunque sufrió una derrota en Lonquén. Además, el 15 de marzo de 1657 un terremoto destruyó Concepción, obligando a Porter Casanete a destinar recursos a reconstruirla, retrasando hasta finales de año su expedición. El gobernador consiguió auxiliar a la guarnición de Conuco y derrotar a los indios que atacaban al norte del Biobío, pero no capturar a Alejo, quien se refugió con los pehuenches en la cordillera y los animó a sumarse en sus nuevas campañas.

## Combate

### Nuevo toqui
En septiembre de 1660, Alejo seguía activo y avanzó contra la débilmente defendida Concepción, venciendo en Bodeuca a los españoles, pero poco después fue asesinado por dos de sus concubinas en un ataque de celos. La muerte de Alejo fue celebrada por los españoles, pues produjo tal desconcierto entre los indios que las hostilidades disminuyeron. Porter Casanete aprovechó para fundar un fuerte en Lota para impedir un ataque desde los caminos costeros contra Concepción. Después de su muerte, los butalmapus eligieron a Misqui, su segundo al mando y había sido un yanacona. Había sido elegido por una asamblea de loncos en la que se nombró a Calicheuque como su segundo al mando. Sin embargo, carecía del talento militar de su predecesor. A finales de octubre, Misqui reunió 1500 lanzas en el valle central y marchó con ellas al norte, acampando en un lugar entre los ríos Laja y Caribobo, junto a los vados de Curanilahue y el salto del Laja. Planeaba atacar el fuerte en Lota para, de ser posible, atacar Concepción. Para esto, había seleccionado a su contingente entre lo mejor de sus guerreros.

### Ataque
Desconociendo de los movimientos de Misqui, Porter Casanete había enviado una expedición a Yumbel, aunque su mala salud le impidió liderarla y tuvo que quedar a cargo el maestre de campo Jerónimo de Molina Vasconcelos. Eran 600 soldados españoles y un cuerpo de yanaconas que avanzaron hasta la orilla norte del Laja, donde acamparon a mediados de noviembre, después de cuatro días de marcha. Estaban organizados en diez compañías, la mitad de caballería y la otra de infantería que marchaba montada. Los yanaconas provenían de la parcialidad de San Cristóbal, que ya habían sido reducidos en paz. Su objetivo final supuestamente era castigar a los indios de Quechereguas. También se ha puesto en duda que Molina participara de la campaña, pues su nombre no aparece mencionado en la posterior batalla.
Así, ambos ejércitos estaban frente a frente, separados por el río y sin saber de la cercanía de sus enemigos. Finalmente, un yanacona llamado Tanamilla, oriundo de San Cristóbal, que había participado de las avanzadillas de exploración se perdió. Creyendo que los españoles ya habían cruzado el Laja lo vadeó también por el salto y se encontró con el campamento araucano. Se acerco, pero al notar que no había centinelas se dio cuenta de que era el campamento enemigo. Intento retroceder, pero le escucharon y le rodearon, cuando le preguntaron quién era, Tanamilla contestó que un guerrero al que su caballo se había escapado y había salido del campamento a buscarlo. Al decir eso en su idioma y usar sus mismas prendas, los indios le creyeron y lo dejaron tranquilo, por lo que salió del campamento en cuando pudo, cruzó el vado y le informó a sus comandantes, quienes inicialmente no le creyeron. Cuando el yanacona ofreció que le cortaran la cabeza si mentía, el comisario Luis de Lara le dio su apoyo.
Después de esto, los oficiales celebraron un consejo en que decidieron atacar. Iluminados por la luna y la catarata ocultando el ruido, el ejército español cruzó el Laja en un movimiento de pinzas, el comisario Lara (ala derecha) por el vado de Curanilahue y el sargento mayor Martín de Erízar (ala izquierda) por el salto. El comisario atacaría por el frente de las posiciones mapuches y el sargento mayor por la retaguardia. El campamento indígena era extenso y dentro tenía los caballos. Atacaron por sorpresa a los mapuches en el amanecer, quienes estaban durmiendo o desayunando y no ofrecieron una real resistencia. Los jinetes lideraron el asalto, pisoteando a los mapuches que dormían desnudos, luego vino la infantería. Los indios desnudos tomaban sus armas, pero tras una breve resistencia se dispersaban. Muchos intentaron huir por el río, pero la mayoría de ahogó. Solo unos pocos lograron escapar por un caminito cercano a la orilla. Murieron 600 mapuches en combate, 200 fueron capturaron con 1300 caballos y mucho armamento español robado. Se estima que casi 1000 indios murieron en combate o ahogados o fueron tomados prisioneros. Los que pudieron, tomaron sus caballos y huyeron hacia la cordillera.

### Captura del toqui
Sin embargo, al interrogar los prisioneros, los españoles se enteraron de que Misqui no estaba en el campamento, sino que estaba con sus capitanes en las márgenes del Guaque. Molina deseaba acabar con la guerra, pero para ello debía capturar o matar al toqui, así que organizó una columna de jinetes ligeros para buscarlo. Un oficial, cuya identidad no fue registrada, sugirió vestir a los jinetes como indios y que marcharan con sus armas ocultas. Después de un corto viaje llegaron al cerro Guanacas, donde se encontraron con Misqui, quien los confundió con sus guerreros y envió a un emisario para hacerlos llamar para saber por qué habían venido. El emisario fue amordazado y ocultado en la retaguardia de la columna, que se apresuró en su camino al toqui. Al llegar a su presencia, los españoles se desplegaron y rodearon a Misqui con 30 a 36 de sus seguidores.

## Consecuencias

### Fin de Misqui
El hidalgo Juan García contradijo las órdenes de sus superiores de tratar bien a los prisioneros y castigo a Misqui cortándole una oreja, quien sintiéndose ultrajado e incapaz de vengarse pidió ser asesinado, pero le fue negado hasta que llegó al fuerte de Buena Esperanza, donde lo ahorcaron. La expedición de Molina arrasó Quechereguas, Purén, Tucapel y Arauco. Después, muchas tribus optaron por enviar embajadores a Concepción a negociar y el gobernador alcanzó a recibirlos y aceptar su sometimiento, pero murió de hidropesía el 27 de febrero de 1662.

### Postrimerías
Los fugitivos de la batalla llevaron las noticias por toda la Araucanía y las armas españolas recuperaron su antiguo prestigio. Sin embargo, después de su victoria los españoles se retiraron de inmediato al norte del Biobío y adoptaron una política de no provocar a los indios con campañas de captura de esclavos. La rebelión quedó moral y materialmente liquidada, pero había costado la vida a más de 1000 españoles y la libertad a otros 1300. Se saquearon 396 estancias y 400 000 cabezas de ganado, la mitad de las armas del reino se perdieron junto a los fuertes Arauco, San Pedro, Colcura, Buena Esperanza, Nacimiento, Talcamávida, San Rosendo, Boroa y Chillán.
A inicios de abril de 1664, los indios reunieron 500 a 600 lanzas después de las cosechas, justo antes del invierno, en las cuestas de Marihueñu para atacar el fuerte de Lota. El 11 de abril, el maestre de campo Juan Ignacio de la Carrera Yturgoyen salió de Lota con 300 jinetes y 250 infantes, pero los mapuches le atacaron por sorpresa con 400 guerreros a pie y 200 a caballo. Después de hora y media de batalla, Carrera se repuso de la sorpresa y los derrotó, causándoles 57 muertos y 5 prisioneros. Sin embargo, su sargento mayor no siguió la orden de cortar la retirada de los mapuche en un paso estrecho y estos pudieron escapar. Poco después, Tomás Calderón reemplazó a Carrera y realizó una campaña punitiva por Arauco, Llicura y Cayucupil en la primavera, volviendo con 300 prisioneros que vendió como esclavos.